# Maria Szulc
Maria Szulc (ur. 20 czerwca 1917 w Petersburgu, zm. 13 grudnia 2001 w Warszawie) − polska chemiczka, hipnolożka, pionierka analgezji hipnotycznej w Polsce, pracownik naukowy Akademii Wychowania Fizycznego w Warszawie.

## Życiorys
Urodziła się w rodzinie inteligenckiej w Petersburgu (wówczas Piotrogród). 
W latach 50. zorganizowała Zakład Chemii (obecnie Zakład Biochemii i Biologii) w Akademii Wychowania Fizycznego w Warszawie i została jego pierwszym kierownikiem. Wkrótce wstąpiła do Polskiego Towarzystwa Przyrodników im. Kopernika, gdzie wraz z dr. Franciszkiem Chmielewskim założyła sekcję bioelektroników. W ramach tej działalności wygłaszała odczyty, a także demonstrowała hipnozę werbalną. 
Nawiązała kontakt z rosyjskim fizjologiem i parapsychologiem Leonidem Wasiljewem, za którego namową wzięła udział w konferencji z dziedziny hipnologii w Jenie w roku 1966, co skłoniło ją do podjęcia badań nad wpływem hipnozy na ludzki organizm oraz jej zastosowaniem w analgezji i leczeniu nerwic, wad wymowy, uzależnień, nieumiejętności koncentracji i in. W 1966 roku rozpoczęła pracę jako hipnolog w Ośrodku Chirurgii Estetycznej w Warszawie.

## Książki
Chemia
- Kurs chemii, 1949[3]
- Chemia nieorganiczna i organiczna, 1957[3] (i późniejsze wydania)[4]

Podświadomość
- Spotkania z podświadomością, 1981 (i późniejsze wydania)[4][3]
- Potęga podświadomości, 1994 (i późniejsze wydania)[5][3]
- Spotkania z podświadomością po latach, 1995[5][3]
- Wyzwolenie od lęków i alkoholu za pomocą sił psychicznych, 2000[5][3]